# تشارلز أوفري
تشارلز أوفري (بالفرنسية: Charles Auffray)‏ مواليد 24 فبراير 1973، هو لاعب كرة مضرب فرنسي سابق بدأ مسيرته كمحترف سنة 1996 وكان يلعب باليد اليمنى. أعلى تصنيف له في الفردي كان المركز الـ 191 في سنة 1998. لعب أمام غوستافو كويرتن في دورة فرنسا المفتوحة 1998 وخسر منه.